# Dennis (Oklahoma)
Dennis es un lugar designado por el censo ubicado en el condado de Delaware  en el estado estadounidense de Oklahoma. En el año 2010 tenía una población de 195 habitantes y una densidad poblacional de 16,67 personas por km².

## Geografía
Dennis se encuentra ubicado en las coordenadas 36°32′31.89″N 94°51′43.69″O / 36.5421917, -94.8621361 (36.542191° -94.862137°). Según la Oficina del Censo de los Estados Unidos, Dennis tiene una superficie total de 4,529 mi² (11,7 km²), de la cual 4,527 mi² (11,7 km²) corresponden a tierra firme y 0,002 mi² (0 km²) es agua.

## Demografía
Según la Oficina del Censo en 2000 los ingresos medios por hogar en la localidad eran de $38,542 y los ingresos medios por familia eran $38,542. Los hombres tenían unos ingresos medios de $36,500 frente a los $19,583 para las mujeres. La renta per cápita para la localidad era de $14,366. Alrededor del 0% de la población estaban por debajo del umbral de pobreza.